# Martin Hojsík
Martin Hojsík, né le 20 janvier 1977 à Bratislava, est un homme politique slovaque. Membre du parti Slovaquie progressiste (PS), il est élu député européen en 2019.

## Biographie
Il est élu député européen en mai 2019. Il devient vice-président du Parlement européen en octobre 2023 à la suite de la démission de Michal Šimečka du Parlement européen.